# Bantzenheim
Bantzenheim es una comuna francesa, situada en el departamento de Alto Rin, en la región  de Alsacia.

## Demografía
| 1109 | 1121 | 1462 | 1575 | 1538 | 1572 |
| Para los censos de 1962 a 1999 la población legal corresponde a la población sin duplicidades (Fuente: INSEE [Consultar]) |      |      |      |      |      |